# Esplorazione di Marte

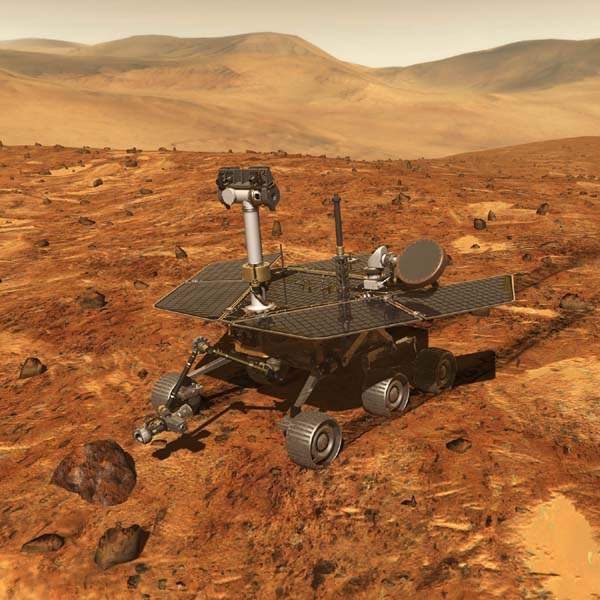
Immagine generata al computer di uno dei due rover esplorativi marziani che atterrarono sul pianeta nel 2004

L'esplorazione di Marte è stata una parte importante delle missioni di esplorazione spaziale dell'Unione Sovietica ed ora della Federazione russa, degli Stati Uniti d'America e dell'Europa; alle organizzazioni di tali paesi si sono aggiunte dagli anni 2010 India e Cina. Dagli anni sessanta sono state inviate verso Marte dozzine di sonde automatiche senza equipaggio, che includevano orbiter, lander e rover, per raccogliere dati e rispondere a domande sul pianeta rosso e il suo passato, che potrebbero portare a scoperte ulteriori per il passato, presente e futuro della Terra.

## Problemi scientifici
Le prime osservazioni telescopiche rivelarono cambiamenti cromatici che furono originalmente attribuiti a vegetazione stagionale e segni lineari ("canali di Marte") che si credeva fossero dovuti a esseri intelligenti. Queste primitive ed erronee interpretazioni causarono un grande interesse pubblico per Marte. Altre osservazioni telescopiche rivelarono due piccole lune, canali prosciugati e depressioni, calotte polari, il monte Olympus (la montagna più alta del sistema solare) e la Valles Marineris (il più grande sistema di canyon del sistema solare). Marte è un pianeta roccioso, simile alla Terra (i due pianeti si sono formati circa alla stessa epoca) ma con un diametro pari alla metà di quello terrestre e con una superficie desertica e fredda. Tra gli interrogativi che gli scienziati si pongono, i principali sono:
1. Come si differenzia la composizione di Marte da quella delle Terra e perché i due pianeti si sono evoluti in modo così diverso?
2. Come si differenzia lo stato e la composizione interna di Marte da quella della Terra?
3. Marte è ancora geologicamente attivo?
4. Quali risorse naturali sono disponibili sulla superficie per un futuro per l'uso da parte dell'uomo?
5. Nel passato era presente un'atmosfera più densa?
6. Nel passato erano presenti oceani?
7. Quali cambiamenti climatici sono avvenuti durante la sua storia geologica e da cosa sono stati causati?
8. Quanto è stabile il clima, attualmente?
9. Ha avuto luogo un'evoluzione chimica che ha portato alla formazione di molecole organiche prebiotiche?
10. Ha avuto luogo un'evoluzione chimica che ha portato alla formazione di molecole replicanti?
11. Se una volta si formò la vita, è possibile trovarla oggi da qualche parte?
12. Come Fobos e Deimos sono diventati quello che sono oggi? Che risorse e che geologia possiedono?

## Vincoli di missione

### Finestre di lancio
| Anno | Lancio              | Arrivo              |
| ---- | ------------------- | ------------------- |
| 2013 | Nov 2013 – Gen 2014 | Lug 2014 – Dic 2014 |
| 2016 | Gen 2016 – Apr 2016 | Ago 2016 – Feb 2017 |
| 2018 | Apr 2018 – Mag 2018 | Nov 2018 – Gen 2019 |
| 2020 | Lug 2020 – Set 2020 | Gen 2021 – Nov 2021 |
| 2022 | Ott 2022 – Nov 2022 | Apr 2023 – Mag 2023 |
| 2024 | Dic 2024 – Gen 2025 | Lug 2025 – Set 2025 |

Le finestre di lancio di minima energia per una spedizione verso Marte si ripetono ad intervalli di circa due anni e due mesi, cioè 780 giorni (corrispondenti al periodo sinodico di Marte rispetto alla Terra). Inoltre, tale valore minimo non si mantiene costante, ma segue un ulteriore ciclo di circa 16 anni, per cui ci sono finestre particolarmente vantaggiose, come quelle degli anni 1969, 1971 e 1986, 1988, ed altre meno, come per gli ultimi anni settanta.

### Considerazioni energetiche

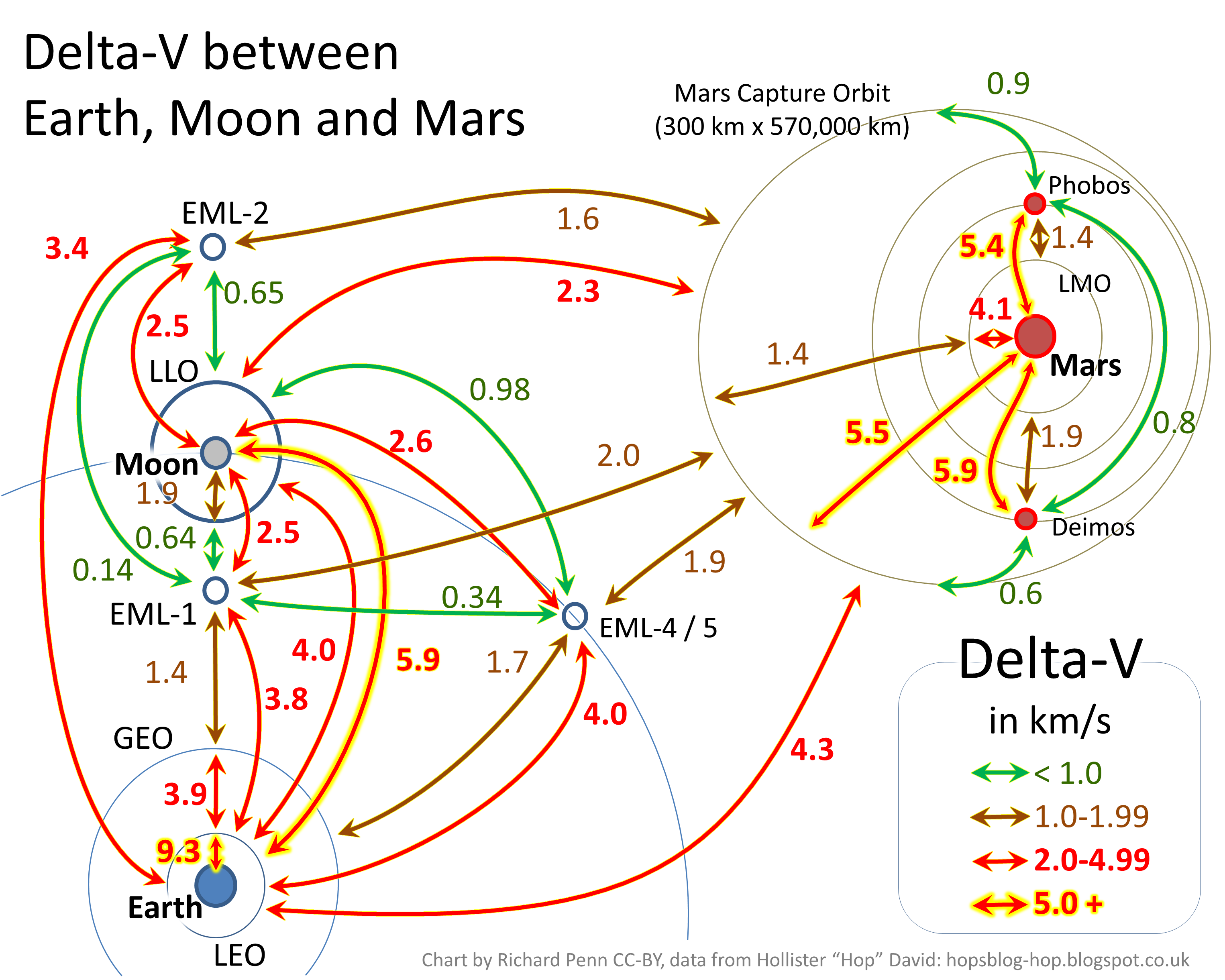
Per arrivare sulla Luna è necessario 15,2 di ΔV, per arrivare in orbita su Marte solo 13,6 e per i restanti 5,5 necessari all'atterraggio si può usare l'atmosfera per frenare

Nonostante la notevole maggiore distanza di Marte dalla Terra rispetto alla Luna dalla Terra, l'energia necessaria per arrivare in orbita su Marte è simile a quella per arrivare in orbita attorno alla Luna. L'energia da fornire a un veicolo spaziale per raggiungere una destinazione, si può calcolare semplicemente in funzione della variazione di velocità (delta-V o ΔV) da imprimere ad un veicolo con l'accensione temporanea dei motori. Inoltre si possono usare tecniche di aerofrenaggio sfruttando l'atmosfera di Marte per risparmiare ulteriormente sul carburante necessario; grazie a queste tecniche, per eseguire un atterraggio morbido su Marte partendo dalla Terra è necessario meno carburante che per atterrare sulla Luna.

## Riassunto delle missioni
Segue una tabella di tutte le missioni spaziali su Marte condotte dai vari paesi (fonte NASA e riadattata), aggiornate al 4 gennaio 2021.
Le missioni mai giunte a destinazione sono evidenziate in rosso, quelle ancora in corso in verde.
| Missione                    | Paese               | Data del lancio   | Scopo | Risultati |
| --------------------------- | ------------------- | ----------------- | --- | --- |
| Marsnik 1 (Mars 1960A)      | Unione Sovietica    | 10 ottobre 1960   | flyby di Marte                                                                                               | non ha raggiunto l'orbita terrestre                                                                            |
| Marsnik 2 (Mars 1960B)      | Unione Sovietica    | 14 ottobre 1960   | flyby di Marte                                                                                               | non ha raggiunto l'orbita terrestre                                                                            |
| Sputnik 22                  | Unione Sovietica    | 24 ottobre 1962   | flyby di Marte                                                                                               | raggiunta solo l'orbita terrestre                                                                              |
| Mars 1                      | Unione Sovietica    | 1º novembre 1962  | flyby di Marte                                                                                               | guasto alla radio a 106 milioni di km                                                                          |
| Sputnik 24                  | Unione Sovietica    | 4 novembre 1962   | flyby di Marte                                                                                               | raggiunta solo l'orbita terrestre                                                                              |
| Mariner 3                   | Stati Uniti         | 5 novembre 1964   | flyby di Marte                                                                                               | mancata apertura dello scudo protettivo                                                                        |
| Mariner 4                   | Stati Uniti         | 28 novembre 1964  | primo flyby di Marte il 14 luglio 1965                                                                       | inviate 21 foto                                                                                                |
| Zond 2                      | Unione Sovietica    | 30 novembre 1964  | flyby di Marte                                                                                               | arrivato su Marte, ma un guasto alla radio ha impedito di ricevere qualunque dato                              |
| Mariner 6                   | Stati Uniti         | 24 febbraio 1969  | flyby di Marte il 31 luglio 1969                                                                             | inviate 75 foto                                                                                                |
| Mariner 7                   | Stati Uniti         | 27 marzo 1969     | flyby di Marte il 5 agosto 1969                                                                              | inviate 126 foto                                                                                               |
| Mariner 8                   | Stati Uniti         | 8 maggio 1971     | orbiter | lancio fallito                                                                                                 |
| Cosmos 419                  | Unione Sovietica    | 10 maggio 1971    | lander | raggiunta solo l'orbita terrestre                                                                              |
| Mars 2                      | Unione Sovietica    | 19 maggio 1971    | orbiter/lander arrivato il 27 novembre 1971                                                                  | nessun dato utile, lander distrutto                                                                            |
| Mars 3                      | Unione Sovietica    | 28 maggio 1971    | orbiter/lander, arrivato il 3 dicembre 1971                                                                  | qualche dato e poche foto                                                                                      |
| Mariner 9                   | Stati Uniti         | 30 maggio 1971    | orbiter, in orbita dal 14 novembre 1971 al 27 ottobre 1972                                                   | inviate 7329 foto                                                                                              |
| Mars 4                      | Unione Sovietica    | 21 luglio 1973    | orbiter | volo vicino a Marte il 10 febbraio 1974 (fallito l'inserimento in orbita)                                      |
| Mars 5                      | Unione Sovietica    | 25 luglio 1973    | orbiter, arrivato il 12 febbraio 1974                                                                        | durato pochi giorni                                                                                            |
| Mars 6                      | Unione Sovietica    | 5 agosto 1973     | lander, arrivato il 12 marzo 1974                                                                            | si persero i contatti durante l'atterraggio                                                                    |
| Mars 7                      | Unione Sovietica    | 9 agosto 1973     | lander, arrivato il 9 marzo 1974                                                                             | mancò il pianeta di 1300 km                                                                                    |
| Viking 1                    | Stati Uniti         | 20 agosto 1975    | orbiter/lander, in orbita 19 giugno/76-1980, al suolo 20 luglio/76-1982                                      | i due Viking (orbiter e lander) hanno inviato più di 50000 foto                                                |
| Viking 2                    | Stati Uniti         | 9 settembre 1975  | orbiter/lander, in orbita 7 agosto/1976-1987, al suolo 6 settembre/1976-1980                                 | i due Viking (orbiter e lander) hanno inviato più di 50000 foto                                                |
| Phobos 1                    | Unione Sovietica    | 7 luglio 1988     | orbiter/lander su Marte e Fobos                                                                              | persi nel settembre 1988 durante l'avvicinamento a Marte                                                       |
| Phobos 2                    | Unione Sovietica    | 12 luglio 1988    | Mars/Phobos orbiter/lander                                                                                   | perso nel marzo 1989 nei pressi di Fobos                                                                       |
| Mars Observer               | Stati Uniti         | 25 settembre 1992 | orbiter | non portò a termine completamente tutti i suoi obiettivi - 1993                                                |
| Mars Global Surveyor        | Stati Uniti         | 7 novembre 1996   | orbiter, arrivato il 12 settembre 1997                                                                       | Missione primaria di mappatura terminata, estesa la sua missione. Ultima trasmissione 21 novembre 2006.        |
| Mars 96                     | Russia              | 16 novembre 1996  | orbiter e lander                                                                                             | lancio fallito                                                                                                 |
| Mars Pathfinder             | Stati Uniti         | 4 dicembre 1996   | lander e rover (Sojourner), atterrati il 4 luglio 1997                                                       | Primo rover su Marte. Ultima trasmissione 27 settembre 1997                                                    |
| Nozomi (Planet-B)           | Giappone            | 4 luglio 1998     | orbiter | arrivo su Marte fallito causa problemi alla propulsione                                                        |
| Mars Climate Orbiter        | Stati Uniti         | 11 dicembre 1998  | orbiter | perso all'arrivo su Marte il 23 settembre 1999                                                                 |
| Mars Polar Lander           | Stati Uniti         | 3 gennaio 1999    | lander/sonde di discesa per esplorare il polo sud marziano                                                   | perso all'arrivo il 3 dicembre 1999                                                                            |
| 2001 Mars Odyssey           | Stati Uniti         | 7 aprile 2001     | orbiter | missione primaria di mappatura scientifica. Propellente sufficiente almeno fino al 2025                        |
| Mars Express                | Unione europea      | 2 giugno 2003     | orbiter e lander (Beagle 2)                                                                                  | lander disperso, missione estesa fino al 2026                                                                  |
| Mars Exploration Rover      | Stati Uniti         | 7-10 giugno 2003  | 2 rover: Spirit e Opportunity                                                                                | analisi del pianeta, missione conclusa                                                                         |
| Mars Reconnaissance Orbiter | Stati Uniti         | 12 agosto 2005    | orbiter | analisi del pianeta, ricerca di luoghi idonei ai lander, operativa                                             |
| Phoenix Mars Lander         | Stati Uniti         | 4 agosto 2007     | lander | missione conclusa; ultima trasmissione il 2 novembre 2008                                                      |
| Fobos-Grunt                 | Russia              | 8 novembre 2011   | lander (destinato alla luna Fobos), avrebbe dovuto trasportare in orbita marziana l'orbiter cinese Yinghuo-1 | fallita dopo il lancio, è caduta nell'Oceano Pacifico il 15 gennaio 2012                                       |
| Mars Science Laboratory     | Stati Uniti         | 26 novembre 2011  | rover: Curiosity                                                                                             | analisi del pianeta, operativa                                                                                 |
| Mars Orbiter Mission        | India               | 5 novembre 2013   | orbiter | missione conclusa; ultima trasmissione nell'aprile 2022                                                        |
| MAVEN                       | Stati Uniti         | 18 novembre 2013  | orbiter | analisi dell'atmosfera, al 2019 è operativa, ma come ripetitore per altre missioni (in inglese telecomm relay) |
| ExoMars (prima parte)       | Unione europea      | 14 marzo 2016     | orbiter e lander (Schiaparelli)                                                                              | orbiter in posizione, atterraggio lander fallito il 19 ottobre 2016                                            |
| InSight                     | Stati Uniti         | 5 maggio 2018     | lander con due CubeSat solo per flyby                                                                        | atterrato il 26 novembre 2018, missione conclusa nel dicembre 2022                                             |
| Emirates Mars Mission       | Emirati Arabi Uniti | 19 luglio 2020    | orbiter (Hope)                                                                                               | in corso |
| Tianwen-1                   | Cina                | 23 luglio 2020    | orbiter e rover                                                                                              | in corso, ultima comunicazione con lander e rover nel maggio 2022, prima dell'inverno marziano.                |
| Mars 2020                   | Stati Uniti         | 30 luglio 2020    | rover (Perseverance) e drone (Ingenuity)                                                                     | in corso, atterrato il 18 febbraio 2021                                                                        |

## 1960 - 1978

### Prime sonde eorbite

#### Prime missioni sovietiche
Il programma spaziale sovietico lanciò due sonde per il sorvolo ravvicinato di Marte nell'ottobre 1960, soprannominate Mars 1960A e Mars 1960B, ma entrambe fallirono nel raggiungere l'orbita terrestre. Nel 1962, altre tre sonde sovietiche fallirono — due (Mars 1962A e Mars 1962B) rimasero nell'orbita terrestre e con la terza si interruppero le comunicazioni mentre era in rotta per Marte (Mars 1). Nel 1964, la sonda Zond 2 fu un altro tentativo fallito nel raggiungere Marte. Nel 1974 Mars 5 raggiunse Marte e inviò oltre sessanta immagini dell'area a sud della Valles Marineris, prima che una depressurizzazione mettesse fine alla missione.

### Programma Mariner

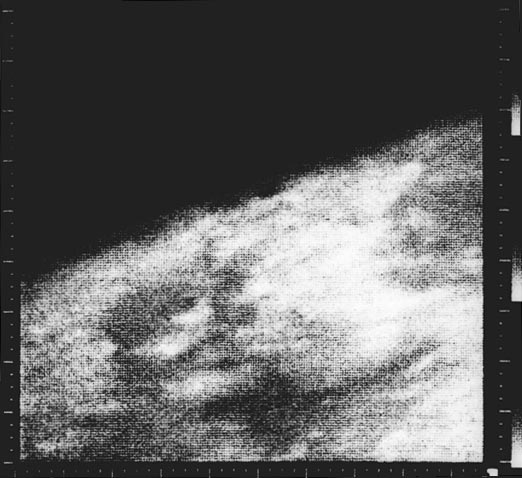
Scattata dal Mariner 4, questa è la prima immagine ravvicinata mai ripresa di Marte e mostra un'area di circa 330 km per 1200 km

Nel 1964 il Jet Propulsion Laboratory della NASA effettuò due tentativi di raggiungere Marte. Le sonde Mariner 3 e Mariner 4 erano identiche e il loro scopo era quello di effettuare i primi sorvoli ravvicinati su Marte. Il Mariner 3 venne lanciato il 5 novembre 1964 ma la copertura protettiva non riuscì ad aprirsi. Tre settimane dopo, il 28 novembre 1964, venne lanciata con successo la sonda Mariner 4. Essa raggiunse Marte il 14 luglio 1965, fornendo le prime immagini ravvicinate di un altro pianeta. Esse mostravano dei crateri da impatto simili a quelli lunari, alcuni dei quali sembravano ricoperti di brina o ghiaccio. Nel complesso, i dati raccolti diedero l'idea di un pianeta inattivo ed inadatto alla vita e ciò determinò una netta riduzione dell'interesse per il pianeta stesso, causando un ridimensionamento delle missioni successive ed il rinvio di un decennio del programma di esplorazione robotica della superficie.
La NASA continuò il programma Mariner con un altro paio di sonde per il sorvolo ravvicinato (Mariner 6 e Mariner 7), che raggiunsero il pianeta nel 1969. Durante la seguente finestra di lancio il programma Mariner subì la perdita di un altro paio di sonde. Mariner 9 entrò con successo nell'orbita di Marte, dopo il fallimento del lancio della sonda gemella Mariner 8. Il Mariner 9, assieme alle due sonde sovietiche Mars 2 e Mars 3 trovarono un'enorme tempesta di sabbia in corso, a livello planetario. I controllori di missione, nell'attesa che la tempesta si attenuasse, fotografarono la luna Phobos. In seguito Mariner 9 fotografò la superficie di Marte, che fornì indizi della possibilità che un tempo fosse presente acqua allo stato liquido.

### Lander e missioni successive

#### Programma Mars
Nel 1969 l'Unione Sovietica preparò un ambizioso orbiter pesante 5 tonnellate chiamato M-69. Due copie di questa sonda vennero perse durante il lancio, che veniva effettuato tramite il nuovo e potente razzo Proton.
Nel 1971, poco dopo il fallimento della sonda Cosmos 419, l'Unione Sovietica inviò con successo Mars 2 e Mars 3, quasi un decennio dopo il lancio di Mars 1. Entrambe trasportavano un lander e arrivarono su Marte nel 1971. Il lander di Mars 2 entrò nell'atmosfera marziana con un angolo troppo ripido e venne distrutto, mentre il lander di Mars 3 funzionò solo per 15 secondi dopo l'atterraggio. Essi furono i primi manufatti terrestri a toccare Marte.
Nel 1973 l'Unione Sovietica inviò altre quattro sonde: gli orbiter Mars 4 e Mars 5 e le sonde flyby con lander Mars 6 e Mars 7. Solo Mars 5 ebbe successo: trasmise 60 immagini prima di avere un guasto alle comunicazioni. Il lander di Mars 6 trasmise dati solo durante la discesa ma si persero i contatti quanto atterrò. Le altre due sonde (Mars 4 e Mars 7) mancarono il pianeta.

#### Programma Viking

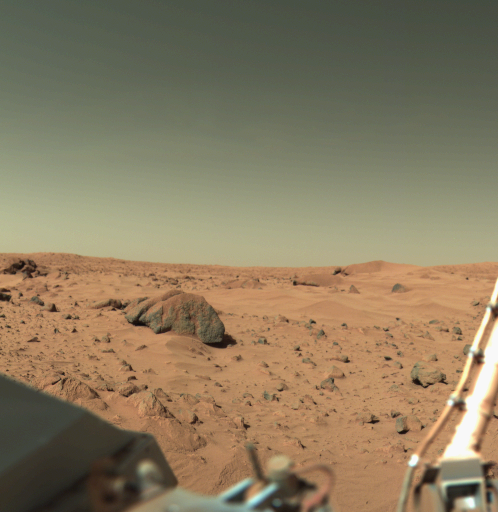
Sito di atterraggio del lander Viking 1

Nel 1976 le due sonde Viking della NASA entrarono nell'orbita di Marte e entrambe inviarono un lander che effettuò con successo un atterraggio morbido sulla superficie del pianeta. Queste due missioni inviarono le prime immagini a colori e dettagliati dati scientifici. Le temperature misurate nei siti di atterraggio variavano tra 150 e 250 K (tra -123 °C e -23 °C). Vennero osservate tempeste di sabbia stagionali, cambiamenti di pressione atmosferica e spostamenti di gas atmosferici tra le calotte polari. Un esperimento produsse una possibile prova di vita, ma non fu confermato da altri esperimenti. La maggior parte degli scienziati pensa che attualmente non ci sia vita sul pianeta.
Mentre l'orbiter Viking 1 stava cercando un punto di atterraggio adatto per il lander, il 25 luglio 1976 fotografò una zona nella regione Cydonia dall'apparente aspetto di un volto umano, che, anche a causa della didascalia originale assegnata dalla NASA alla formazione, venne soprannominata la "faccia su Marte" o "Sfinge marziana", e per molti anni a seguire fu considerata dagli appassionati di UFO la prova che su Marte c'era o c'era stata vita, nonostante le evidenze scientifiche abbiano sempre dimostrato il contrario. Solo nel 1998 (e successivamente nel 2001) fu finalmente possibile dirimere in modo inequivocabile la questione, quando la sonda Mars Global Surveyor della NASA scattò di nuovo una foto della zona, ma a risoluzione enormemente maggiore (1.56 metri/pixel anziché 43 metri/pixel) e in condizioni di illuminazione differenti: ciò permise di chiarire una volta per tutte che la "faccia marziana" era solo un gioco di ombre, e che l'oggetto fotografato non era altro che una montagna.

## 1988 - 1999

### Programma Phobos
Nel 1988 l'Unione Sovietica lanciò le sonde Phobos 1 e 2 per studiare Marte e le lune Phobos e Deimos. Le comunicazioni con Phobos 1 si interruppero mentre era in rotta verso Marte, mentre Phobos 2 riuscì a fotografare Marte e Phobos; tuttavia la missione fallì poco prima di inviare due lander sulla superficie di Phobos.

### Mars Global Surveyor

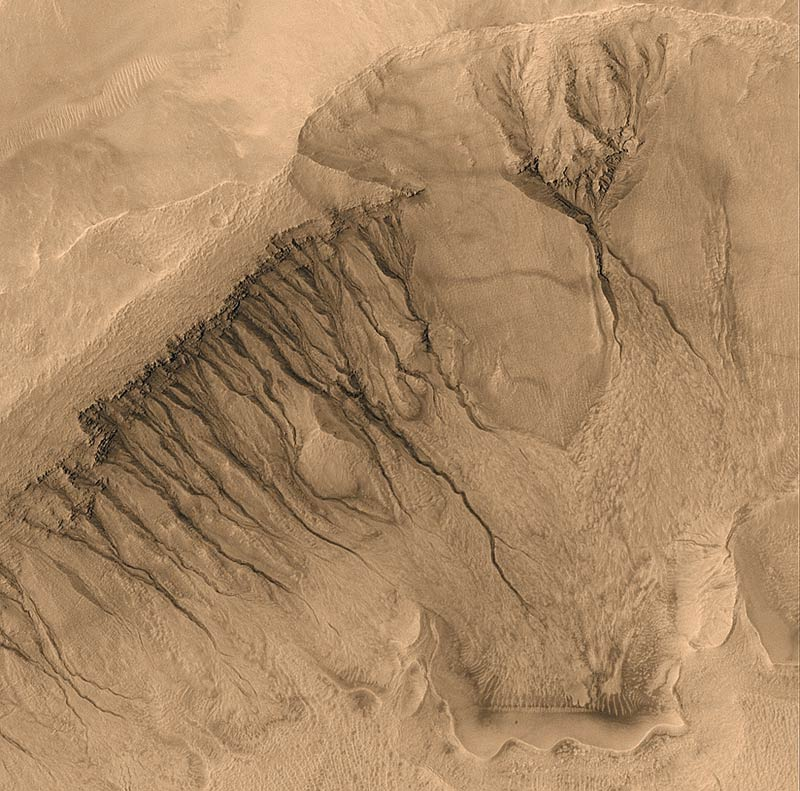
Questa immagine ripresa dal Mars Global Surveyor raffigura una regione di circa 1500 metri. Nella Newton Basin, Sirenum Terra sono visibili delle gole, simili a quelle formate sulla Terra.

Dopo il fallimento del 1992 dell'orbiter Mars Observer, NASA lanciò il Mars Global Surveyor il 7 novembre 1996. Questa fu la prima missione riuscita degli Stati Uniti in due decenni e il primo completo successo in assoluto. Entrata in orbita il 12 settembre 1997, dopo un anno e mezzo iniziò la mappatura nel marzo 1999. La sonda osservò il pianeta da una bassa altitudine, vicino ad un'orbita polare lungo un intero anno marziano (equivalente a circa due anni terrestri). La missione fu completata il 31 gennaio 2001 e venne estesa per altri cinque anni. Dal 2 novembre 2006 le comunicazioni con la sonda si sono definitivamente interrotte.
È stata studiata l'intera superficie del pianeta, la sua atmosfera e i dati raccolti sono stati maggiori di quelli raccolti da tutte le altre sonde precedenti. Questi dati importanti sono stati archiviati e sono disponibili pubblicamente.
Tra i più importanti dati scientifici, il Global Surveyor ha inviato immagini di canali e detriti che suggeriscono la possibilità di sorgenti di acqua liquida sulla superficie. Canali simili sono formati sulla Terra da flussi di acqua, ma su Marte la temperatura è generalmente troppo bassa e l'atmosfera è troppo tenue per sostenere acqua liquida. Tuttavia alcuni scienziati hanno ipotizzato che acqua superficiale liquida possa a volte emergere in superficie, scavare canali e gole e fluire in seguito sotto al terreno prima di congelare ed evaporare.
I dati del magnetometro indicarono che il campo magnetico del pianeta non è globalmente generato dal nucleo interno, ma è localizzato in particolari aree della crosta. I nuovi dati sulla temperatura e immagini ravvicinate della luna Phobos hanno mostrato che la sua superficie è costituita da uno strato polveroso spesso almeno 1 metro, provocato da impatti di meteoriti durante milioni di anni. I dati dell'altimetro laser hanno fornito la prima visuale tridimensionale della calotta polare dell'emisfero Nord.

### Mars PathFinder

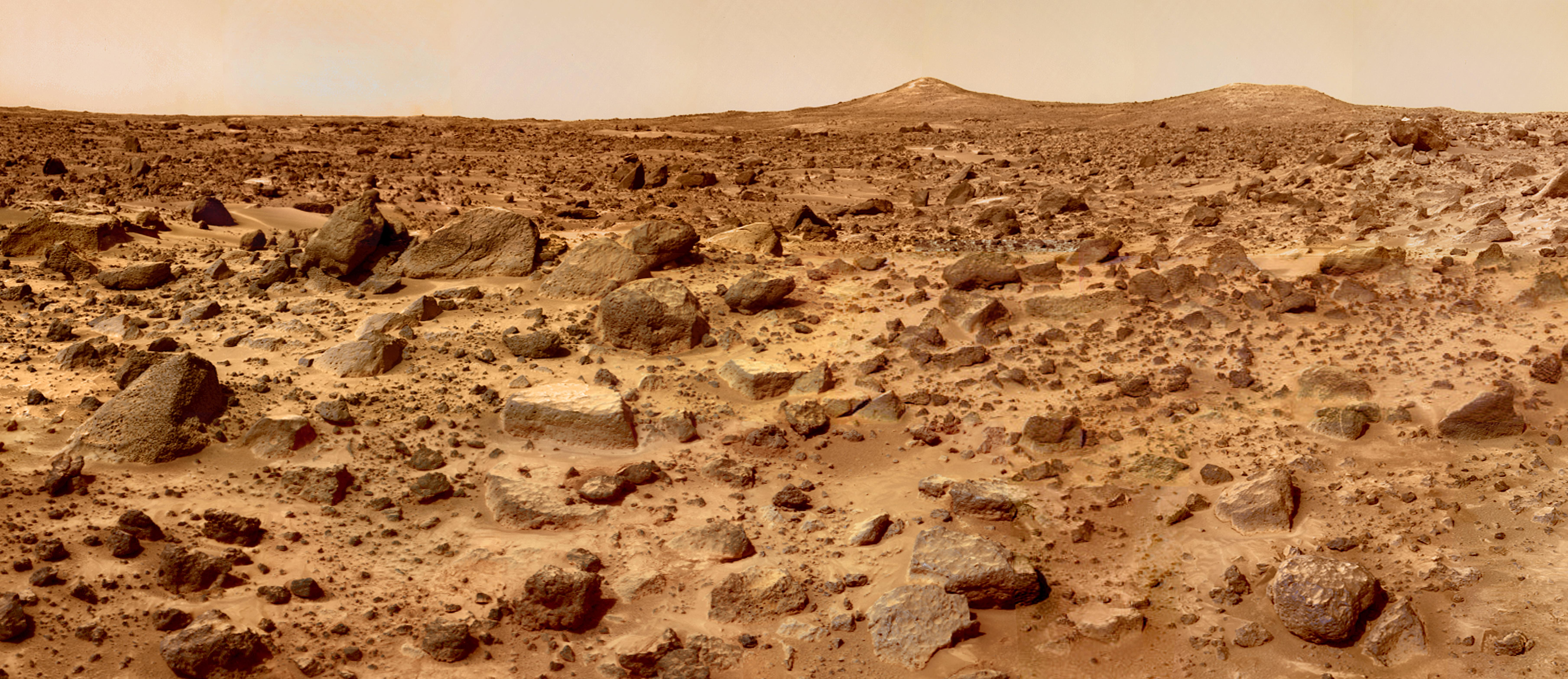
Fotografia della "Ares Vallis" del Mars Pathfinder

La sonda Mars Pathfinder, lanciata un mese dopo il Global Surveyor, atterrò il 4 luglio 1997. La zona di atterraggio era un'antica pianura fluviale nell'emisfero nord chiamata Ares Vallis, che è tra le zone più rocciose del pianeta. La sonda comprendeva un piccolo rover controllato da remoto chiamato Sojourner, che viaggiò per alcuni metri attorno al sito di atterraggio studiando le rocce. Il rover esplorò la superficie di Marte in un modo che era stato eseguito precedentemente solo dai due rover Lunochod russi sulla Luna 30 anni prima.
Fino al momento dell'ultima trasmissione il 27 settembre 1997, il Mars Pathfinder inviò 16500 immagini dal lander e 550 immagini dal rover, oltre a 16 analisi chimiche delle rocce e del suolo e dettagliati dati sui venti e altri fattori meteorologici. Questi dati suggerirono agli scienziati che in qualche momento del passato il pianeta potrebbe essere stato caldo e umido e potrebbe aver posseduto acqua allo stato liquido e un'atmosfera più densa.

### Altri fallimenti
Dopo i successi del Global Surveyor e del Pathfinder, tra il 1998 e il 1999 ci fu un'altra serie di fallimenti: l'orbiter giapponese Nozomi, il Mars Climate Orbiter, il Mars Polar Lander e i penetratori Deep Space 2 della NASA non portarono a termine la missione. L'episodio riguardante il Mars Climate Orbiter è particolarmente famigerato, dovuto alla mancanza di conversione tra unità di misura del sistema metrico decimale e del sistema imperiale. In questo modo vennero generati dati errati che fecero bruciare la sonda durante l'ingresso nell'atmosfera marziana.

## 2001 - 2008

### Mars Odyssey
Nel 2001 la sfortuna finì con l'orbiter Mars Odyssey della NASA. Durante la missione vennero usati degli spettrometri e camere per cercare le prove di attuale o passata esistenza di acqua e l'attività vulcanica del pianeta. Nel 2002 venne annunciato che lo spettrometro a raggi gamma e lo spettrometro a neutroni avevano trovato grandi quantitativi di idrogeno, che indicava la presenza di vasti depositi di ghiaccio d'acqua sotto al terreno marziano entro il 60° di latitudine dal polo Sud.

### Mars Express e Beagle 2
Il 2 giugno 2003 la sonda Mars Express dell'ESA venne lanciata dal cosmodromo di Bajkonur verso Marte. Essa era costituita dall'orbiter Mars Express e dal lander Beagle 2. Anche se il lander non era progettato per muoversi, era dotato di un dispositivo che permetteva di scavare il suolo, del più piccolo spettrometro di massa allora disponibile e di altri dispositivi montati su un braccio robotico per poter analizzare accuratamente il suolo sotto la superficie polverosa.
L'orbiter entrò in orbita il 25 dicembre 2003 e lo stesso giorno il lander entrò nell'atmosfera di Marte. Tuttavia i tentativi di contattare il lander fallirono. Essi proseguirono durante il mese di gennaio e a metà febbraio il lander venne dichiarato disperso. L'orbiter Mars Express confermò la presenza di ghiaccio d'acqua e di ghiaccio di anidride carbonica nel polo Sud del pianeta. La NASA aveva precedentemente confermata la loro presenza anche nel polo Nord.
Nel 2014, dopo oltre un decennio, gli occhi vigili del Mars Reconnaissance Orbiter, una navicella della NASA in orbita attorno a Marte, hanno avvistato il lander perduto, ponendo fine al mistero della sua scomparsa. Tre scatti della telecamera dell'orbiter, la High Resolution Imaging Science Experiment (HiRise), mostrano infatti Beagle 2 a riposo sulla superficie del pianeta rosso.

### Mars Exploration Rovers
Poco dopo il lancio di Mars Express, la NASA inviò una coppia di rover gemelli. Il rover Spirit (MER-A] venne lanciato il 10 giugno 2003 e atterrò nel cratere Gusev (che si ipotizzava fosse nel passato un lago) e il rover Opportunity (MER-B) venne lanciato il 7 luglio 2003 e atterrò il 24 gennaio 2004 nel Meridiani Planum. Entrambi effettuarono ricerche geologiche.

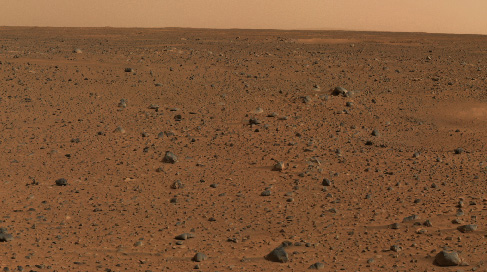
Parte di un panorama a 360 gradi del cratere Gusev, inviata dal rover Spirit nel 2004

A parte una temporanea perdita di comunicazioni con Spirit (che si crede sia stata causata da un problema alla memoria flash), che rallentò l'esplorazione di diversi giorni, entrambi i rover continuarono l'esplorazione nei rispettivi luoghi di atterraggio. Il rover Opportunity in particolare atterrò in un luogo decisamente interessante: un cratere con affioramenti di rocce.
I membri del team annunciarono il 2 marzo che i dati inviati dal rover mostravano come quelle rocce fossero state in passato immerse nell'acqua e il 23 marzo venne ipotizzato che esse dovevano essere state immerse in un mare salato. Questa è la prima forte prova di una presenza di acqua liquida su Marte in passato.
A maggio 2011 fu conclusa la missione del rover Spirit, e a giugno 2018 fu conclusa la missione del rover Opportunity.

### Mars Reconnaissance Orbiter
Il Mars Reconnaissance Orbiter (MRO) è una sonda multiobiettivo progettata per condurre una ricognizione e un'esplorazione di Marte dall'orbita. Venne costruita al costo di 720 milioni di dollari dalla Lockheed Martin sotto la supervisione del Jet Propulsion Laboratory e fu lanciata il 12 agosto 2005. È entrata nell'orbita di Marte il 12 marzo 2006.
Il MRO contiene un insieme di strumenti scientifici come la camera HiRISE, CRISM e SHARAD. La camera HiRISE verrà utilizzata per analizzare il terreno marziano, mentre CRISM e SHARAD cercheranno acqua, ghiaccio e minerali sulla e sotto la superficie. Inoltre il MRO spianerà la strada alle future sonde monitorando giornalmente le condizioni meteorologiche e della superficie, cercando nuovi luoghi di atterraggio e testando un nuovo sistema di telecomunicazioni che permetterà lo scambio di informazioni a una velocità mai raggiunta in precedenza. Il trasferimento di dati verso e dalla sonda verrà effettuato più velocemente di tutte le altre precedenti missioni interplanetarie combinate assieme e verrà usato come un importante satellite ripetitore per le missioni future.

### Phoenix Mars Lander

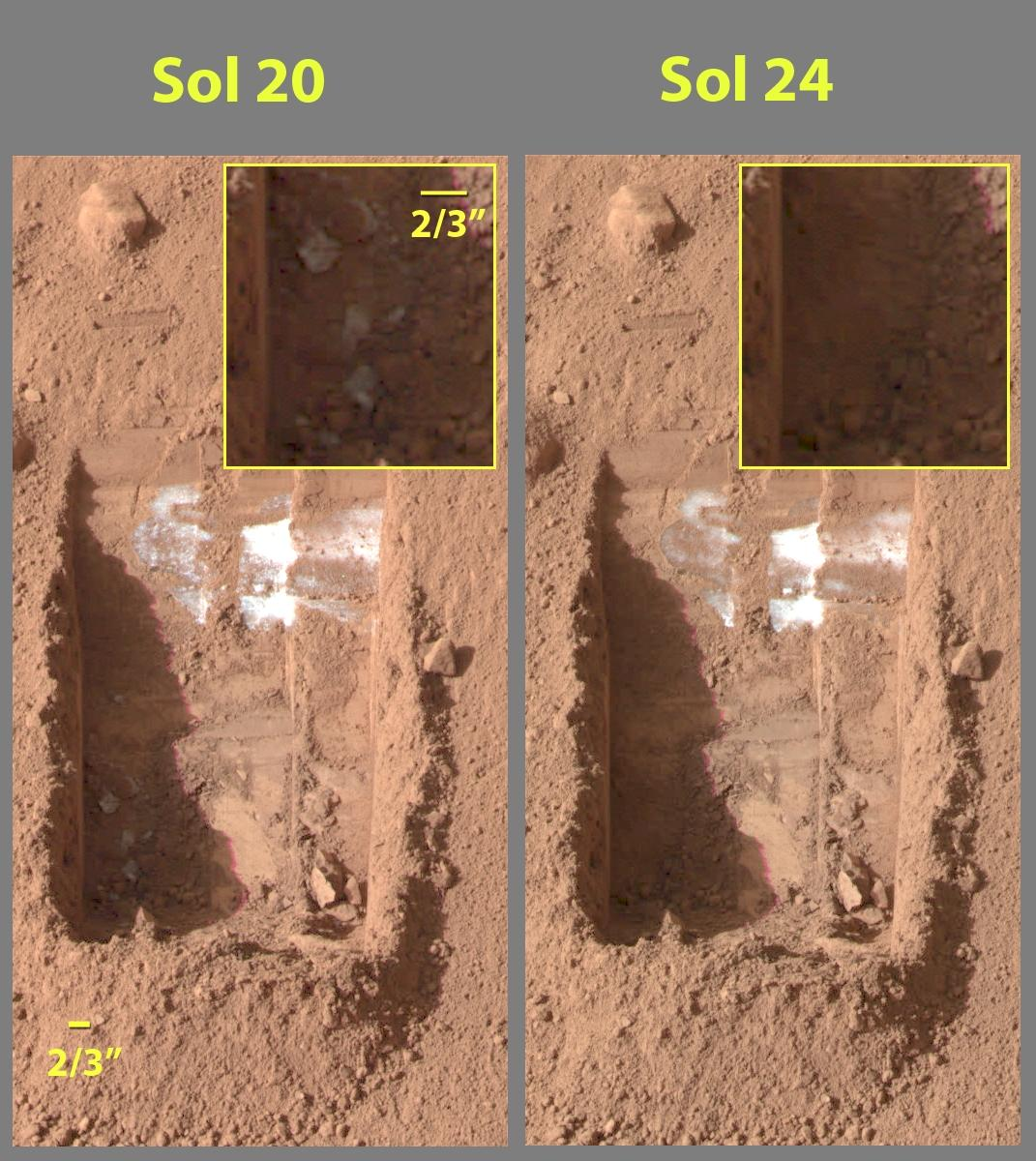
Due immagini, riprese a distanza di qualche giorno, o sol, che mostrano delle parti chiare nel terreno sottostante la superficie che sono parzialmente sublimate. La tempistica del processo suggerisce che possa essersi trattato di ghiaccio d'acqua.

Il "Phoenix Mars Lander", missione NASA la cui realizzazione è stata affidata all'Università dell'Arizona, è stato lanciato il 4 agosto 2007 ed è atterrato con successo in prossimità del polo nord marziano il 25 maggio 2008.
Le prime immagini del terreno trasmesse hanno rivelato una struttura simile a quella assunta del permafrost presente sul nostro pianeta. La sonda ha fornito chiari indizi (se non ancora prove) dell'evaporazione di ghiaccio d'acqua sul sito di atterraggio ed ha eseguito inoltre analisi chimiche del terreno, rivelandone la composizione ed identificando la presenza di acqua. È stata inoltre individuata la presenza di perclorato, che rende il pianeta maggiormente ostile alle forme di vita di quanto non si fosse pensato in precedenza.
La missione è stata dichiarata terminata il 10 novembre 2008, dopo otto giorni di silenzio del lander seguiti al sopraggiungere dell'inverno marziano.

## 2011 - 2019

### Mars Science Laboratory
Il rover Curiosity (precedentemente noto Mars Science Laboratory) lanciato il 26 novembre 2011, con un ritardo di due anni accumulato nel suo sviluppo, è atterrato con successo nel cratere Gale il 6 agosto 2012. La missione principale aveva una durata prevista di almeno 2 anni, tuttavia Curiosity è ancora pienamente operativo e nell'agosto 2022 ha festeggiato i dieci anni su Marte.

### MAVEN
Maven è una missione americana consistente di un orbiter per lo studio dell'atmosfera marziana e usato anche come ponte radio per i vari rover presenti e futuri. Ha raggiunto l'orbita il 22 settembre 2014. Il 3 ottobre 2016, MAVEN ha completato un intero anno marziano di osservazioni scientifiche. Era stato approvato per un'ulteriore missione estesa di 2 anni fino a settembre 2018. Tutti i sistemi del veicolo spaziale funzionavano ancora come previsto.
Nel marzo 2017, gli investigatori di MAVEN hanno dovuto eseguire una manovra non programmata per evitare la collisione con Fobos la settimana successiva. Al 2023 MAVEN continua la sua missione, tuttavia a causa di un guasto dell'unità di misura inerziale è stato riprogrammato per orientarsi tramite una navigazione completamente stellare per mantenere la sua orbita. L'importanza del proseguimento della missione è dettata anche dal fatto che MAVER, oltre a proseguire i suoi studi negli anni seguenti, è una delle stazioni di comunicazione in orbita con i quali la NASA comunica con i suoi lander e rover presenti sulla superficie marziana.

### Mars Orbiter Mission
Chiamato anche Mangalyaan, è la prima missione indiana su Marte. La missione è dimostrativa e consiste di un orbiter, al 2018 ancora operativo, entrato in orbita il 24 settembre 2014 e dedicato allo studio dell'atmosfera marziana. La missione è terminata nell'aprile 2022.

### ExoMars
ExoMars è una missione russo-europea consistente di un orbiter, Trace Gas Orbiter, e un lander, Schiaparelli EDM Lander. L'orbiter è operativo dal 19 ottobre 2016 e cerca tracce di metano nell'atmosfera, il lander si è schiantato sulla superficie per un errore del computer, che ha spento i retrorazzi in anticipo. Negli anni 2020 sarebbe dovuto atterrare un rover, tuttavia a causa dell'invasione russa dell'Ucraina del 2022, l'ESA ha sospeso a tempo indeterminato la collaborazione con l'agenzia spaziale russa. L'ESA ha comunicato che una ripresa della missione con un lander non russo potrebbe avvenire non prima del 2028.

### InSight
InSight è una missione della NASA costituita da un lander con un trapano e un sismografo per studiare la composizione della roccia sotto la superficie marziana e da due CubeSat sperimentali volti alla valutazione delle comunicazioni con la terra, che hanno effettuato solamente un sorvolo contemporaneamente all'atterraggio del lander, per inviare a Terra la telemetria. L'atterraggio sulla superficie marziana è correttamente avvenuto il 26 novembre 2018 alle ore 20:45 (ora italiana). La missione aveva una durata minima di due anni, nel 2021 è stata comunque estesa ed è proseguita fino a dicembre 2022, quando la NASA ha ufficialmente dichiarato chiusa la missione poiché il lander aveva smesso di comunicare con la Terra.

## 2020 e successivi

### Emirates Mars Mission
È la prima missione emiratina su Marte, e la prima di un paese arabo. La missione è dimostrativa e consiste di un orbiter. Il lancio è avvenuto con successo nel luglio 2020 ed ha completato l'inserimento nell'orbita marziana il 9 febbraio 2021.

### Tianwen-1
È la prima missione cinese su Marte. La missione consiste di orbiter, lander e rover.
Il lancio è avvenuto con successo nel luglio 2020 e l'arrivo nell'orbita di Marte è avvenuto il 10 febbraio 2021. L'atterraggio del rover è avvenuto il 15 maggio 2021.

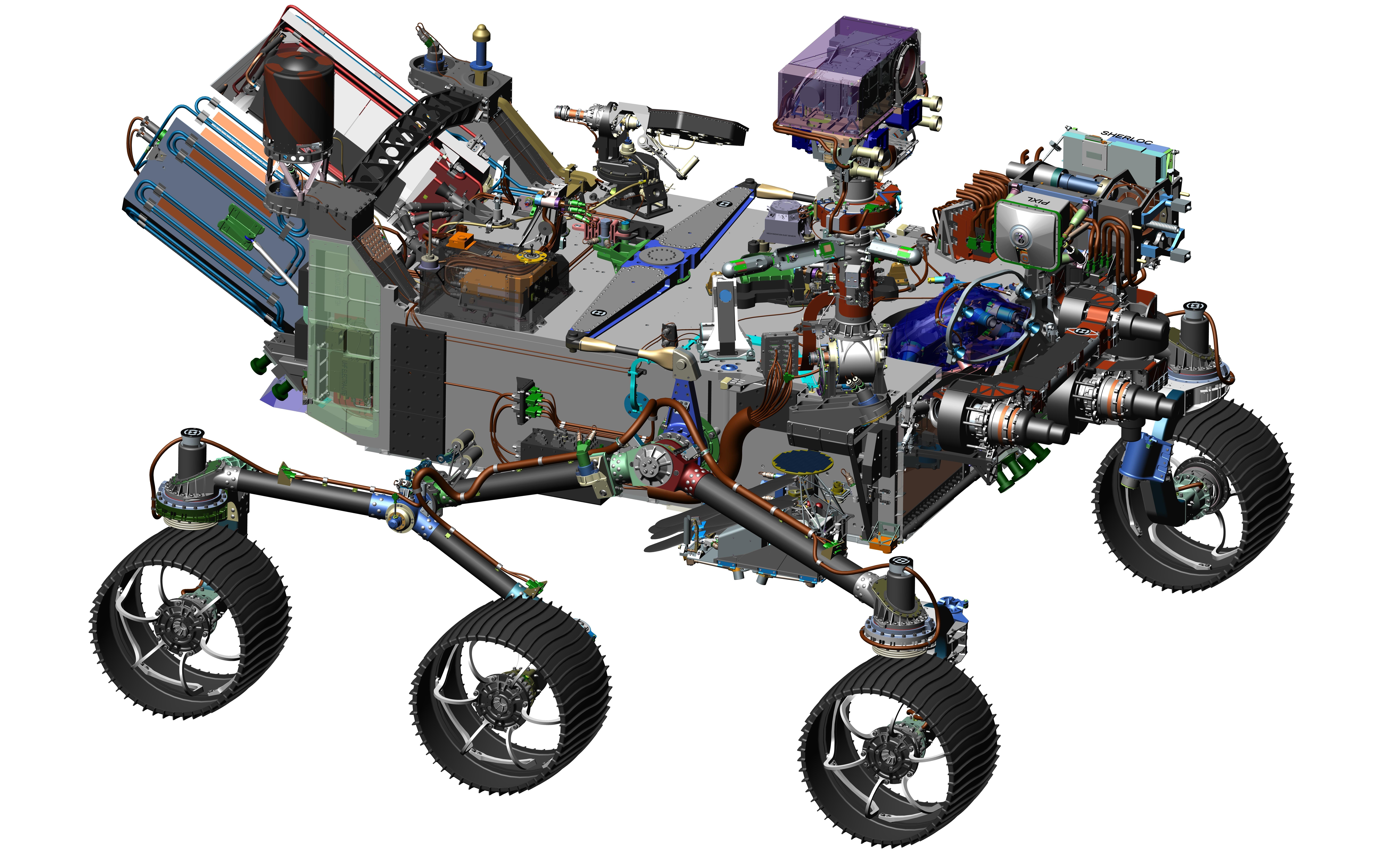
Disegni 3D del rover NASA Perseverance.

### Mars 2020
Il rover Perseverance ed il drone Ingenuity sono stati lanciati il 30 luglio 2020.
L'arrivo su Marte è avvenuto il 18 febbraio 2021.
L'utilizzo del drone per prove di volo in atmosfera marziana è iniziato il 19 aprile 2021.

## Missioni future
Le ultime missioni che a tutto il 2020 erano previste sono le seguenti:
- la missione low cost della NASA EscaPADE[24]. La missione sarebbe dovuta partire come payload secondario della missione Psyche, ma è stata rinviata[25][26].
- la seconda missione indiana, Mars Orbiter Mission 2, che consisterà di un orbiter, anche se nei piani iniziali era stata ipotizzata l'aggiunta di un rover[27].
- Mars Sample Return (MSR), raccoglierà rocce e campioni del suolo marziano e per la prima volta li riporterà sulla Terra dove verranno analizzati.[28] La missione verrà esattamente definita con gli accordi (al 2020 in corso di redazione) tra le agenzie spaziali coinvolte (Mars Exploration Joint Initiative, MEJI).
- la seconda parte di ExoMars con il lander Kazačok ed il rover Rosalind Franklin. La missione sarebbe dovuta partire nel 2020, ma era inizialmente già stata posticipata al 2022 per completare alcuni test[29] ed è poi invece stata sospesa a seguito della cessata collaborazione tra ESA e RosCosmos, dovuta all'invasione russa dell'Ucraina del 2022,[30] potrebbe essere rischedulata, ma non prima del 2028.[31]
- Nel dicembre 2020 l'Agenzia spaziale cinese ha annunciato di aver pianificato una missione di ritorno di campioni per Marte; nel 2022 è stato rivelato il nome della missione, Tianwen-3 e sono stati annunciati ulteriori dettagli, inclusa una data di lancio nel 2028 per un ritorno sulla Terra nel 2031.[32] Un veicolo spaziale atterrerebbe sulla superficie per raccogliere campioni e rimandarli in orbita marziana, dove un secondo veicolo spaziale preleverebbe i campioni che verrebbero poi trasportati sulla terra da una capsula di ritorno.[33][34]

## Missioni con equipaggio
In molti hanno visto una missione umana su Marte come il successivo passaggio logico del programma di missioni umane dopo l'esplorazione della Luna. I sostenitori di queste missioni argomentano la loro teoria attraverso la superiore capacità esplorativa di un essere umano rispetto ad un robot, che ripagherebbe delle maggiori spese.
A causa della distanza tra Terra e Marte, la missione sarà più rischiosa e più costosa di quelle che portarono l'uomo sulla Luna. Dovranno essere preparate scorte e carburante per un viaggio di 2-3 anni e il veicolo spaziale dovrà possedere degli scudi per proteggere dalla radiazione solare. Una proposta chiamata Mars Direct avanzata da Robert Zubrin, ingegnere aerospaziale della Mars Society, viene ritenuta da molti il piano più pratico e fattibile per portare l'uomo su Marte.
L'idea consiste in un trasferimento diretto, dalla durata di sei mesi, degli astronauti dalla Terra a Marte, senza lo scalo sulla Luna previsto in altre proposte. Una volta giunti su Marte, gli astronauti dovrebbero rimanervi per circa diciotto mesi, in attesa dell'apertura di una nuova finestra di lancio verso la Terra.
Il costo della missione, che richiederebbe lo sforzo congiunto delle maggiori agenzie spaziali del mondo, è stato stimato da Zubrin stesso in circa 50 miliardi di dollari, dieci volte inferiore rispetto ai 500 miliardi di dollari preventivati dagli scienziati della NASA alla fine degli anni ottanta quando l'allora presidente Ronald Reagan fece stilare un preventivo per un'impresa analoga. La missione allora elaborata prevedeva la costruzione di una base umana permanente sulla Luna che potesse dare modo a una navetta, che per le dimensioni necessitava di essere assemblata in orbita, di fare scalo per rifornirsi del carburante necessario per il viaggio di andata e di ritorno dal pianeta rosso. Il Congresso degli Stati Uniti bocciò la proposta perché troppo costosa. Zubrin ha studiato e messo a punto il progetto Mars direct negli anni novanta.
Alla luce di una futura missione su Marte, la Stazione spaziale internazionale (ISS) rappresenta un'applicazione importante per acquisire dati e svolgere ricerche nello spazio. Sulla Stazione sono condotti esperimenti sulla resistenza e sulla salute dell'uomo nello spazio i cui risultati saranno fondamentali per la programmazione delle future missioni di lunga durata verso Marte. Inoltre la ISS permette di testare in modo relativamente economico i sistemi che faranno parte dei futuri veicoli spaziali e di acquisire esperienza nella manutenzione, riparazione e sostituzione dei sistemi in orbita, attività che risultano fondamentali nella gestione di un veicolo spaziale lontano dalla Terra.
Inoltre la Stazione spaziale internazionale ha rappresentato un importante banco di prova su cui testare la collaborazione tra le principali agenzie spaziali per il raggiungimento di un obiettivo comune. L'esperienza maturata in tal senso avrà una sua applicazione anche in un'eventuale missione di esplorazione su Marte, per il cui successo è stata sottolineata da più voci la necessità di uno sforzo multinazionale. In particolare ne hanno sottolineato l'esigenza sia Charles Bolden, il direttore della NASA, sia Jean-Jacques Dordain, il direttore generale dell'ESA, che nel 2010 ha dichiarato che la sua agenzia è pronta a proporre agli altri partner, l'aggiunta delle agenzie della Cina, dell'India e della Corea del Sud al progetto.

### NASA
L'esplorazione umana era stata identificata come un obiettivo di lungo periodo nella Vision for Space Exploration annunciata nel 2004 dall'allora presidente statunitense George W. Bush. Il programma avrebbe impiegato la navetta Orion per inviare un equipaggio sulla Luna nel 2020, come missione di preparazione per una spedizione su Marte. Il 28 settembre 2008, l'amministratore NASA Michael D. Griffin ha affermato che la NASA prevede l'invio di un equipaggio su Marte per il 2037.
Il 2 dicembre 2014 è stato annunciato un interesse da parte di NASA per la proposta di Boeing di una missione con equipaggio.
L'8 ottobre 2015, la NASA ha pubblicato un piano per l'esplorazione umana e la colonizzazione di Marte, chiamato "Journey to Mars". Il progetto era suddiviso in tre fasi:
- La prima fase, in corso, era chiamata "Earth Reliant", e prevedeva l'utilizzo della Stazione spaziale internazionale fino al 2024, la validazione di tecnologie e lo studio degli effetti sul corpo umano delle missioni spaziali.
- La seconda fase, chiamata "Proving Ground", comprendeva missioni nello spazio cislunare. Era prevista la cattura di un asteroide, il test di habitat per lo spazio profondo e la validazione delle tecnologie necessarie per l'esplorazione di Marte.
- la terza fase, chiamata "Earth Independent", prevedeva missioni a lungo termine sulla superficie lunare con l'impiego di habitat e la raccolta di risorse come carburante, acqua e materiali per le costruzioni. La NASA prevedeva che questa fase culminasse nel decennio 2030-2040 con le missioni con equipaggio su Marte.

Questi progetti si sono evoluti nel tempo attraverso una serie di studi per l'esplorazione umana di Marte chiamati "Mars Design Reference Mission". 
Nel 2017, la NASA si è concentrata nelle missioni con equipaggio sulla Luna, tramite il programma Artemis, che dovrebbero iniziare nel 2024. Le missioni su Marte potrebbero svolgersi al termine di questo programma.

### SpaceX
Il progetto a lungo termine dell'azienda statunitense SpaceX è l'instaurazione di voli di routine per Marte per avviare la colonizzazione del pianeta rosso. Per implementare questo progetto, SpaceX sta sviluppando la navetta con equipaggio chiamata Starship, e dal lanciatore "Super Heavy". Nel 2017 è stato presentato il progetto di invio di due missioni senza equipaggio su Marte nel 2022, seguite da missioni con equipaggio nel 2024. La navetta Starship dovrebbe avere un carico utile di 100 t, e utilizzare un sistema di atterraggio sia con aerofrenata che propulsivo.